# Die Fernsehsaga – Eine steirische Fernsehgeschichte
Die Fernsehsaga – Eine steirische Fernsehgeschichte  ist ein im Jahr 1995 produzierter deutsch-österreichischer zweiteiliger Fernsehfilm.
Die Fernsehsaga zeigt den Einfluss des Fernsehens auf die Menschen in einem steirischen Dorf. In den Film sind viele Originalszenen aus dem ORF-Programm der 1950er- und 1960er-Jahre eingearbeitet. Julian Pölsler schrieb das Drehbuch, führte Regie und begleitet autobiografisch als Sprecher durch die Geschichte.

## Inhalt
Dr. Eisendle besitzt das erste Fernsehgerät im Dorf. Die Großmutter des kleinen Roman kocht für den Doktor und so erlebt der Junge die ersten Höhepunkte des Fernsehens aus nächster Nähe mit. Und auch die Kochkünste der Oma leiden unter der magischen Anziehungskraft.
Als der Dorfarzt stirbt, wird der Fernsehapparat gar mit ihm begraben, findet sich aber wie durch ein Wunder in der Wohnung des Totengräbers wieder. Der Pfarrer konfisziert das Gerät und stellt es im Saal des Gasthauses auf – so haben er und der Wirt die Kontrolle, was die Dorfbewohner sehen dürfen; und vor allem, was nicht.
Doch dann berichtet das Fernsehen über die Konzentrationslager in Auschwitz und Birkenau und mancher Bewohner des Dorfs wird von der Vergangenheit eingeholt.

## Auszeichnungen
- Julian Pölser erhielt für Die Fernsehsaga 1997 den Erich-Neuberg-Preis